# لی یانجون
لی یانجون (انگلیسی: Li Yanjun؛ زادهٔ ۱۸ مارس ۱۹۶۳) بازیکن والیبال اهل چین بود.
وی در مسابقات کشوری و بین‌المللی در مجموع برندهٔ ۳ مدال طلا شده‌است.